# Меркёр, Филипп Эммануэль де
Фили́пп Эммануэ́ль Лотари́нгский (фр. Philippe-Emmanuel de Lorraine, 9 сентября 1558, Номени, Лотарингия — 19 февраля 1602, Нюрнберг) — французский военачальник, 2-й герцог де Меркёр (1577—1602), маркиз де Номени (1577—1602), герцог де Пентьевр (1579—1602), видный член Католической лиги.
Старший сын Николя Лотарингского (1524—1577), графа де Водемона (1548—1577), принца де Меркера (1563—1569), маркграфа де Номени (1567—1577) и первого герцога де Меркера (1569—1577), от второго брака с Жанной Савойской (1532—1568), дочери Филиппа Савойского, герцога Неверского. Внук Антуана II Доброго (1489—1544), герцога Лотарингии (1508—1544).

## Биография
В январе 1577 года после смерти своего отца, Николы Лотарингского, первого герцога де Меркера, 18-летний Филипп Эммануэль стал вторым герцогом де Меркер, а также маркизом де Номени.
Герцог находился в родстве с французской королевской династией Валуа: Генрих III был женат на его единокровной сестре Луизе (1553—1601).
В 1578 году стал кавалером ордена Святого Духа.
В 1582 году Генрих III назначил своего шурина губернатором Бретани. В 1588 году тот присоединил Бретань к Католической лиге созданной его родственниками Гизами для борьбы против гугенотов.
Женившись на наследнице знатного бретонского рода Пентьевр, Меркер стал добиваться воссоздания самостоятельного Бретонского герцогства.
Еще в апреле 1589 года Генрих III подписал указ об отстранении герцога от губернаторства в Бретани. Тот отказался подчиниться этому указу и получил поддержку крестьянства, духовенства и большей части бретонских городов. Крестьянские отряды стали нападать на замки сторонников короля. После смерти Генриха III герцог отказался признать права на престол протестанта Генриха Наваррского. Он поддержал в очередной религиозной войне своего кузена Шарля де Гиза, герцога де Майенна, возглавлявшего Католическую лигу. В 1590 году Генрих IV отправил в Бретань для борьбы против Меркера своего военачальника Генриха де Монпансье, принца де Домб.
В Нанте герцог созвал Генеральные штаты Бретани, которые поддержали Католическую Лигу. Сам Филипп Эммануэль обратился за помощью к королю Испании Филиппу II, и тот прислал 7-тысячный корпус (октябрь 1590 года). В это время в Ренне законный парламент Бретани обратился за помощью к Генриху IV, прося его прибегнуть к помощи англичан. В мае 1591 года 2400 англичан-союзников высадились на берегах Бретани.
В июне 1591 году в боях в Бретани погиб знаменитый гугенотский военачальник Ла Ну по прозвищу «Железная Рука». 21-24 мая 1592 года в битве при Крао Меркер с испанцами разгромил королевскую армию под командованием принцев де Домб и Конти. В 1594 году Генрих IV послал в Бретань вместо принца де Домб маршала Жана д’Омона. Тот вторгся в Нижнюю Бретань, где занял города Морлэ и Кемпер и ряд крепостей. В нескольких битвах испанцы, союзники де Меркера, потерпели поражение. Но Меркер с остатками своих сил продолжал сопротивление до весны 1598 года.
В марте 1598 года в Анжере Генрих IV встретился с Меркером и заключил с ним мирный договор. Герцог согласился на брак своей единственной дочери-наследницы Франсуазы с Цезарем де Бурбоном, старшим внебрачным сыном короля от Габриэли д’Эстре. Король выплатил герцогу огромную денежную компенсацию, превышающую 4 миллиона ливров.
Позднее Меркер уехал в Венгрию, где поступил на службу к императору Рудольфу II Габсбургу. В 1601 году участвовал в боях против турок-османов под Секешфехерваром.

## Семья и дети
12 июля 1579 года в Париже Филипп Эммануэль Лотарингский, герцог де Меркер, женился на Марии Люксембургской (1562—1623), герцогине де Пентьевр (1569—1623), дочери Себастьена де Люксембурга (1530—1569), виконта де Мартига, графа, а затем герцога де Пентьевр (1566—1569), и Марии де Бокер.
Дети:
- Филипп Людовик Лотарингский (21 мая 1589 — 21 декабря 1590)
- Франсуаза Лотарингская (1592 — 8 сентября 1669), герцогиня де Меркер и де Пентьевр (1602—1669), жена с 16 июля 1608 года Сезара де Бурбона (1594—1665), старшего сына короля Франции Генриха IV Великого и Габриэль д’Эстре (ок. 1571—1599), герцогини де Бофор.

Его братом был кардинал Шарль де Лоррен-Водемон.